# Janko Premrl
Janko Premrl, noto anche con lo pseudonimo di Vojko (San Vito di Vipacco, 29 febbraio 1920 – Brinov Griĉ, 26 febbraio 1943), è stato un partigiano sloveno.

## Biografia
Janko Premrl era primogenito di una famiglia slovena. Suo zio Stanko Premrl era un noto compositore ed organista, mentre il suo secondo zio era un maggiore dell'esercito del Regno di Jugoslavia.
A Gorizia frequentò la scuola media superiore commerciale. Già lì aveva raccolto intorno a sé persone che la pensavano alla sua stessa maniera e tra gli sloveni e i fascisti spesso si arrivava alle mani, motivo per il quale il padre alla fine lo disiscrisse dalla scuola. Preml continuò comunque a studiare da solo , imparando a memoria molte delle canzoni slovene e jugoslave.
Collaborò anche al movimento antifascista e in collegamento con Lubiana riceveva e distribuiva libri sloveni. Sostenne la politica dell'insurrezione contro il nemico e con altri preparò un attentato fallito al maestro di Podnanos Tovalacci, che era noto per la sua crudeltà nei confronti dei bambini sloveni. Nel gennaio del 1942 Ivan Kosovel, sottufficiale e capo del circolo sloveno, preparò i documenti per la licenza, grazie ai quali Premrl disertò la guerra.
Poiché gli Italiani avevano dato fuoco alla casa natale e avevano cacciato la famiglia al confino, Vojko si unì ai partigiani e il 3 febbraio 1942 divenne un combattente del Battaglione del Litorale. Come capo del gruppo dei partigiani dimostrò il suo valore in combattimento il 18 aprile sopra al Nanos e in otto azioni di successo nei tre mesi successivi. Nel giugno del 1942 il Tribunale speciale per la difesa dello Stato a Roma lo condannò a morte. Il 20 agosto il prefetto di Gorizia Cavani emise nei suoi confronti un mandato d'arresto e mise sulla sua testa una ricompensa di 50.000 lire.
Quando fu costituito il battaglione Gregorčič, fu nominato vicecomandante, e divenne comandante della compagnia Zgornjevipavske e in seguito della Trnovske. Nella seconda metà del settembre del 1942 si accampò con una compagnia a Črni Vrh, dapprima nelle vicinanze di Griž, successivamente invece a Brinov Grič. Da questo punto la compagnia sorvegliava il Bosco di Tarnova (Tarnovski gozd). Poiché l'accampamento era ben coperto, rimasero lì per sei mesi.
Il 13 febbraio 1943 la Sede della Zona delle Operazioni del Litorale lo nominò comandante della 1ª Brigata del Litorale partigiana "Andrej Laharnar". A causa della sua morte e dell'impiego delle unità di controllo dei volontari nella Slovenia centrale, questa brigata non fu mai costituita.
Quando il 16 ottobre 1943 l'avamposto fascista si trasferì da Idrijska Bela a Idria, furono attaccati da una ventina di partigiani sotto la guida di Vojko. Il conflitto avvenne di collina in collina attraverso la valle di Idria. Vojko si alzò per spostarsi in un'altra posizione ma, secondo la testimonianza dei compagni, fu colpito allo stomaco da una pallottola di piccolo calibro, probabilmente proveniente da una pistola di un ufficiale. Poiché era stato gravemente ferito, la compagnia si ritirò subito nell'accampamento di Brinov Grič.
A causa dello stato di emergenza sul fronte italiano, il dottore non si mosse da Idria e gli diede solo istruzioni mediche. Quando finalmente arrivò il medico, era già troppo tardi. In queii giorni nell'accampamento erano presenti anche Franc Leskošek-Luka e Albert Jakopič-Kajtimir, i quali gli avevano riferito che era stato nominato comandante della brigata. Vojko capì che non sarebbe sopravvissuto, e morì nella notte del 22 febbraio.
Ci sono supposizioni e voci, secondo le quali sarebbe stato colpito alle spalle dai compagni, poiché a causa del suo rispetto per la giustizia e dell'uguaglianza (ma anche per la sua fede in Dio) era scomodo per il Partito Comunista, al quale non era iscritto. Anche sua sorella Radoslava Premrl nutriva dubbi sulla sua morte nel libro Mio fratello Janko Vojko.

## Memoria
La seconda sessione del Consiglio antifascista di liberazione popolare della Jugoslavia a Jajce lo ha nominato "eroe nazionale". In seguito a lui è stata intitolata la 16ima Brigata Slovena di Liberazione Nazionale "Janko Premrl-Vojko". Successivamente gli sono state intitolate strade a Idria, Lubiana, Capodistria, Nova Gorica, Salcano, Vipacco, Aidussina, Celje, Circhina, Anicova, Descla, Plava, Pirano, Lucia (Pirano), Divaccia, Portorose e a Belgrado dove, il 1º settembre 2006, gli è stata intitolata anche la Scuola elementare "Janko Premrl-Vojko Koper".